# Joy-Con
Los mandos Joy-Con son los principales controles de la consola de videojuegos Nintendo Switch. Son de dos unidades individuales, cada una de las cuales contiene una palanca análoga y una matriz de botones. Pueden utilizarse mientras están conectados a la unidad principal de la consola Nintendo Switch, o separados y utilizados de forma inalámbrica; Cuando se separan, un jugador puede utilizar el par de Joy-Con o dos jugadores pueden repartírselos.

## Diseño

Imagen de controladores Joy-Con izquierdo y derecho.

Los Joy-Con se distribuyen en pares, designados como "Joy-Con L" y "Joy-Con R", respectivamente. Cada una de ellas mide 4,02 por 1,41 x 1,12 pulgadas (10,2 cm x 3,6 cm × 2,8 cm), y Joy-Con L y R pesan 1,73 onzas (49 g) y 1,84 onzas (52 g), respectivamente. Los Joy-Con puede conectarse a la consola Nintendo Switch a través de carriles de deslizamiento, o se puede quitar y utilizar por separado por un solo jugador en cada mano (similar a un mando de Wii y el controlador Nunchuk), unido a un asidero para proporcionar un factor de forma utilizados como controladores individuales para dos jugadores. Una sola consola Switch puede soportar hasta ocho conexiones Joy-Con.
Pueden fijarse a los lados de la consola del Switch a través de los carriles, o separarse y utilizarse de forma inalámbrica, ya sea como un par (comparable a un mando Wii y Nunchuck), o dividido entre dos jugadores diferentes. Hasta 8 Joy-Con puede conectarse a una consola de conmutación única a la vez. El Joy-Con puede ser opcionalmente conectado a un accesorio "Joy-Con Grip", con o sin capacidades de carga, que convierten los controladores en un factor de forma similar al del GamePad. En el lanzamiento, los Joy-Con se hicieron disponibles en dos opciones de esquema de color; gris, azul neón y rojo neón.
Cuando se separan de la consola, ambas unidades (Joy-Con) funcionan de forma autónoma entre sí y se comunican con la consola a través del Bluetooth. Las correas de la muñeca se pueden atar a los dos Joy-Con cuando se separan de la consola; Las correas contienen una base de 0.57 pulgadas (1.4 cm) de ancho para sujetarlas a los rieles laterales de los Joy-Con, que también extienden sus botones del hombro. Cada correa para la muñeca es específica para el Joy-Con izquierdo o derecho, según lo designado por un símbolo más o menos coincidente en la unidad de correa.
Los Joy-Con contienen baterías no extraíbles de 525 mAh, que se cargan cada vez que se conectan a la consola Switch. Un accesorio separado ("armazón de carga") permite que los controladores se carguen en una configuración de gamepad a través de la conexión USB-C.

## Características
Ambos controladores contienen un stick analógico, cuatro botones de cara, dos botones superiores, dos botones laterales accesibles cuando se sueltan (que se convierten en botones de hombro cuando se sostienen horizontalmente) y designados como SL y SR, un botón + o −, un botón de sincronización y un indicador de luces led para marcar el número de jugador. Joy-Con L contiene botones direccionales, un botón −, botones superiores designados como L y ZL, y un botón O para tomar una captura de pantalla o grabación de 30 segundo, las cuales el jugador puede subirlas a Facebook o Twitter directamente desde la consola. Joy-Con R contiene los botones A, B, X e Y, un botón +, los botones superiores designados como R y ZR, además de un infrarrojo en el joy-con izquierdo y el botón HOME 🏠︎.
Cada Joy-Con contiene un acelerómetro y giroscopio, que puede ser utilizado para el seguimiento de movimiento. Los juegos pueden soportar el uso de Joy-Con para apuntar controles similares al mando Wii mientras se desacopla sin necesidad de una barra de sensores. Joy-Con R contiene un sensor de seguimiento de profundidad infrarroja, que puede leer objetos y movimientos sostenidos delante de él; Como un ejemplo de su funcionalidad, Nintendo afirmó que el sensor podría distinguir entre las formas de mano de roca-papel-tijeras. Joy-Con R también contiene un lector de comunicaciones de campo cercano para su uso con el Amiibo.
El Joy-Con contiene un motor de retroalimentación háptica conocido como "HD Rumble", que fue desarrollado en asociación con Immersion Corporation. Nintendo afirmó que el sistema podría generar una buena respuesta táctil, como la sensación de cubos individuales de hielo y el agua en un vaso.

## Desarrollo de terceros
Se descubrió poco después de la publicación pública que los Joy-Con pueden conectarse y utilizarse con otras computadoras personales y dispositivos móviles habilitados para el Bluetooth.

## Recepción

### Problemas técnicos
Antes del lanzamiento público de Nintendo Switch, varios sitios web de videojuegos informaron que los controladores —los más comúnmente los Joy-Con L— eran susceptibles a las pérdidas de conexión cuando se utilizan de forma inalámbrica. Inicialmente se desconocía si estos problemas eran el resultado de un problema de interferencia, o causado por el software de prelanzamiento en las unidades de revisión. Un portavoz de Nintendo declaró a Polygon que la compañía «seguirá supervisando el rendimiento del hardware y software de Nintendo Switch, y hará mejoras cuando sea necesario». La compañía publicó una guía en su sitio web de soporte para minimizar la interferencia de la señal Bluetooth, incluyendo recomendaciones de que la consola de Switch se colocará lejos de otros dispositivos inalámbricos. El 22 de marzo de 2017, Nintendo confirmó que las cuestiones de interferencia fueron causadas por una «variante de fabricación» en un pequeño número de Joy-Con de las primeras series de producción, y que la compañía permitiría a los propietarios enviar a Joy-Con gratis.
En el lanzamiento, se informó de que los accesorios de correa de muñeca para el Joy-Con eran difíciles de separar de los controladores. También se informó de que una correa de muñeca para un lado podría ser fácilmente conectado a la Joy-Con equivocada y quedar atrapado, por lo que es difícil de quitar.
Sin embargo, el problema técnico de los Joy-con más común es el drifting; este error hace que la palanca de un determinado Joy-Con empiece a controlarse sola, incluso sin contacto por parte del usuario. Se desconocen las causas, pero la más común sería que haya entrado polvo debajo de las palancas. Para solucionar este problema, Nintendo decidió reparar de forma gratuita estos Joy-Con con el drifting, incluso si la consola está fuera de garantía. El drifting no se soluciona si se entra a la configuración de la consola y se "recalibran" las palancas. Tampoco es de extrañar que sea muchísimo más común en los Joy-Con, ya que la gran mayoría de los Controles Pro de Switch (que se venden por separado) no tienen drifting.